# Candide Pralong (Skilangläufer)
Candide Pralong (* 24. September 1990 in Orsières) ist ein Schweizer Skilangläufer.

## Werdegang
Pralong gab sein Debüt im Skilanglauf-Weltcup im Dezember 2010 in Davos, wo er über 15 km klassisch Rang 72 belegte; ein Jahr später erreichte er am selben Ort Platz 69 über 30 km Freistil und verfehlte auch im Sprint als 72. die Punkteränge. Seinen ersten Weltcuppunkt gewann Pralong bei seinem insgesamt vierten Weltcupeinsatz mit Rang 30 über 30 km Freistil im Dezember 2013 ebenfalls in Davos. Im Januar 2015 erzielte er mit Rang sieben über 15 km Freistil in Oberwiesenthal sein erstes Top-10-Ergebnis im Alpencup. In der Saison 2015/16 startete er im Worldloppet Cup. Dabei belegte er einmal den sechsten, zweimal den fünften und dreimal den vierten Platz und erreichte damit zum Saisonende den dritten Platz in der Gesamtwertung. In der folgenden Saison kam er im Worldloppet Cup fünfmal unter die ersten Zehn, darunter Platz drei beim Ugra Ski Marathon und Rang zwei beim Dolomitenlauf, und gewann damit die Gesamtwertung. Bei den Schweizer Meisterschaften 2017 in Val Müstair wurde er Zweiter in der Verfolgung. Im folgenden Jahr errang er den 32. Platz bei der Tour de Ski 2017/18 und lief bei den Olympischen Winterspielen in Pyeongchang auf den 50. Platz über 15 km Freistil und jeweils auf den 31. Rang im Skiathlon und im 50-km-Massenstartrennen.
In der Saison 2020/21 kam Pralong bei der Tour de Ski 2021 auf den 34. Platz und bei den nordischen Skiweltmeisterschaften 2021 in Oberstdorf auf den 30. Platz im Skiathlon und auf den 21. Rang im 50-km-Massenstartrennen. In der folgenden Saison errang er bei der Tour de Ski 2021/22 den 39. Platz und bei den Olympischen Winterspielen 2022 in Peking jeweils den 22. Platz im Skiathlon und im 50-km-Massenstartrennen. Zudem wurde er dort zusammen mit Dario Cologna, Jonas Baumann und Roman Furger Siebter in der Staffel.

## Teilnahmen an Weltmeisterschaften und Olympischen Winterspielen

### Olympische Spiele
- 2018 Pyeongchang: 29. Platz 50 km klassisch Massenstart, 30. Platz 30 km Skiathlon, 47. Platz 15 km Freistil
- 2022 Peking: 7. Platz Staffel, 22. Platz 30 km Skiathlon, 22. Platz 50 km Freistil Massenstart

### Nordische Skiweltmeisterschaften
- 2021 Oberstdorf: 21. Platz 50 km klassisch Massenstart, 30. Platz 30 km Skiathlon
- 2023 Planica: 8. Platz Staffel, 48. Platz 15 km Freistil
- 2025 Trondheim: 38. Platz 50 km Freistil Massenstart

## Statistik

### Weltcup-Platzierungen
Die Tabelle zeigt die erreichten Platzierungen im Einzelnen.
- 1.–3. Platz: Anzahl der Podiumsplatzierungen
- Top 10: Anzahl der Platzierungen unter den ersten zehn
- Punkteränge: Anzahl der Platzierungen innerhalb der Punkteränge
- Starts: Anzahl gelaufener Rennen in der jeweiligen Disziplin
- Hinweis: Bei den Distanzrennen erfolgt die Einordnung gemäss FIS.

| Platzierung               | Distanzrennen a | Distanzrennen a | Distanzrennen a | Distanzrennen a | Distanzrennen a | Skiathlon Verfolgung | Sprint | Etappen- rennen b | Gesamt | Team   | Team    |
| Platzierung               | ≤ 5 km          | ≤ 10 km         | ≤ 15 km         | ≤ 30 km         | > 30 km         | Skiathlon Verfolgung | Sprint | Etappen- rennen b | Gesamt | Sprint | Staffel |
| ------------------------- | --------------- | --------------- | --------------- | --------------- | --------------- | -------------------- | ------ | ----------------- | ------ | ------ | ------- |
| 1. Platz                  |                 |                 |                 |                 |                 |                      |        |                   |        |        |         |
| 2. Platz                  |                 |                 |                 |                 |                 |                      |        |                   |        |        |         |
| 3. Platz                  |                 |                 |                 |                 |                 |                      |        |                   |        |        |         |
| Top 10                    |                 |                 |                 |                 |                 |                      |        |                   |        |        | 3       |
| Punkteränge               |                 | 14              | 7               | 8               | 1               | 5                    | 1      | 1                 | 37     |        | 4       |
| Starts                    |                 | 16              | 24              | 12              | 3               | 13                   | 15     | 4                 | 87     |        | 4       |
| Stand: Saisonende 2024/25 |                 |                 |                 |                 |                 |                      |        |                   |        |        |         |

### Weltcup-Wertungen
| Saison  | Gesamt | Gesamt | Distanz | Distanz | Sprint | Sprint |
| Saison  | Punkte | Platz  | Punkte  | Platz   | Punkte | Platz  |
| ------- | ------ | ------ | ------- | ------- | ------ | ------ |
| 2013/14 | 1      | 167.   | 1       | 107.    | -      | -      |
| 2017/18 | 28     | 98.    | 28      | 65.     | -      | -      |
| 2020/21 | 72     | 61.    | 40      | 57.     | 22     | 49.    |
| 2021/22 | 55     | 67.    | 45      | 44.     | -      | -      |
| 2022/23 | 270    | 60.    | 198     | 45.     | -      | -      |
| 2023/24 | 62     | 117.   | 62      | 79.     | -      | -      |
| 2024/25 | 167    | 90.    | 167     | 54.     | -      | -      |